# Tostig Godwinson
Tostig Godwinson (mort le 25 septembre 1066 à Stamford Bridge), est un comte de Northumbrie et le frère de Harold Godwinson, le dernier roi saxon d'Angleterre.

## Biographie

### Famille
Tostig est le troisième enfant de Godwin, comte de Wessex et de Kent, et de Gytha Thorkelsdóttir. En 1051, il épouse Judith (née vers 1033), la fille de Baudouin IV de Flandre, qui est également la tante maternelle de Mathilde de Flandre (née vers 1031), l'épouse de Guillaume le Conquérant.

### Comte de Northumbrie
C'est également en 1051 que Godwin et sa famille sont chassés d'Angleterre par le roi Édouard le Confesseur, mais cet exil est de courte durée : dès l'année suivante, ils sont rétablis dans leurs titres et leurs biens. Trois ans plus tard, en 1055, à la mort du comte Siward, Tostig devient comte de Northumbrie. Dans le but de conforter son emprise sur la partie nord du comté, il décrète la loi martiale. Ceux qui violent son autorité se retrouvent sévèrement punis, ce qui rend Tostig extrêmement impopulaire.
Les Northumbriens se révoltent contre Tostig en 1065 et le remplacent par Morcar, le frère du comte Edwin de Mercie, qui déclare Tostig hors-la-loi. Les rebelles forcent Tostig à fuir vers le sud, où ils le suivent jusqu'à ce qu'ils rencontrent son frère Harold à Oxford. Ce dernier, pour servir ses ambitions, apporte son soutien aux rebelles, contraignant son propre frère à connaître à nouveau l'exil.

### Exil, retour et mort
Tostig part d'abord pour la Flandre, puis il mène quelques raids contre l'île de Wight et les côtes du Kent. Repoussé par Edwin et Morcar, il remonte vers l'Écosse où il rejoint le roi norvégien Harald Hardrada, qui prétend au trône anglais à la suite de la mort d'Édouard le Confesseur, le 4 janvier 1066.
Les forces de Harald et Tostig débarquent en Northumbrie et battent Edwin et Morcar à Fulford le 20 septembre. Cinq jours plus tard, l'armée de Harold, élu roi d'Angleterre à la mort d'Édouard, remporte la bataille de Stamford Bridge, durant laquelle Harald et Tostig sont tués.
Après la mort de Tostig, ses deux fils, Skuli et Ketil Tostisson, se réfugient en Norvège, tandis que Judith se remarie avec le duc de Bavière Welf Ier. Skuli est le bisaïeul de Bård Guttormsson (mort en 1194) et le trisaïeul d'Inge Bårdsson, roi de Norvège de 1205 à 1217.